# Georg Oeder
Georg Oeder (né le 12 avril 1846 à Aix-la-Chapelle, mort le 4 juillet 1931 à Düsseldorf) est un peintre allemand.

## Biographie
Georg Oeder est le fils du banquier Julius Oeder (1810-1861) et de sa femme gantoise Louise Pauli et le petit-fils du marchand de laine et bourgmestre Johann Christian Oeder (de). Il va au Gymnasium de Duisburg puis à l'école de commerce de Wiesbaden. Il fait ensuite trois autres années d'études techniques en Westphalie. En 1866, il rejoint l'escadron de remplacement du 11e régiment de hussards (de) à Düsseldorf. Pendant la guerre franco-allemande de 1870, il sert comme officier de réserve. Après la guerre, il se tourne complètement vers la peinture et travaille dans l'atelier d'Emil Hünten.

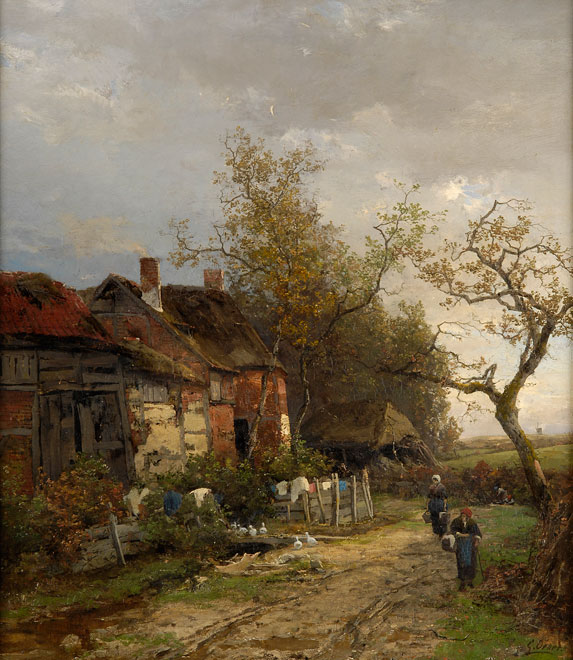
Matin à la campagne

Il commence à peindre des paysages en 1868 en essayant d'étudier la nature. Encouragé par Eduard Bendemann, alors directeur de l'académie des beaux-arts de Düsseldorf, il s'installe à Düsseldorf en 1869, habite la Jägerhofstrasse, mais reste autodidacte toute sa vie. Il perfectionne sa technique lors de voyages en Bavière, Hollande, Suisse, Autriche, Italie, France et Angleterre.
Des paysages intimes de la Basse-Rhénanie dominent ses tableaux, souvent dans une ambiance automnale ou hivernale morose. L'influence d'Olof Jernberg sur sa peinture est soulignée encore et encore.
À 47 ans, un mal de tête l'oblige à abandonner la peinture. Peu de temps auparavant, il avait reçu le titre de professeur. Dès lors, Oeder se consacre à la collection d'art asiatique, notamment de tsubas et d'estampes japonaises de l'Ukiyo-e. Après la mort d'Oeder, la collection est mise aux enchères le 17 octobre 1943 à Vienne.
En 1872, il construit une maison (de), au Jacobistraße 10, juste à côté du Malkasten, où il vit jusqu'à sa mort. La résidence, qui sert également de galerie privée, est luxueusement aménagée et agrandie en 1894 selon les plans d'Hubert Jacobs et Gottfried Wehling (de). Oeder se marie le 11 septembre 1879 à Thusnelde (1860-1931), fille de Louis Haniel (de), de la famille d'industriels Haniel et copropriétaire en 1890 de l'usine de machines Haniel & Lueg sur Grafenberger Allee (de).
En 1898, Georg Oeder, Albert Flamm et Otto Erdmann sont faits sous-officiers de l'Ordre de l'Aigle rouge à l'occasion du 50e anniversaire de Malkasten.
Vers 1900, Oeder est l'un des initiateurs de l'exposition industrielle et commerciale de Düsseldorf en 1902, avec Paul Clemen, Heinrich Lueg (de) et Fritz Roeber. Sa collection d'art japonais est exposée dans le palais d'exposition construit à cet effet. En 1904, Oeder est entre autres dans le comité artistique et délégué pour la grande exposition horticole de Düsseldorf (de).
Oeder est à l'initiative de la sculpture-fontaine Jröne Jong de Joseph Hammerschmidt dans le Jardin de Cour de Düsseldorf (de), des quatre vases à bijoux baroques du même artiste et du banc en marbre de Rudolf Bosselt dans l'usine de bijoux et le Goltsteinparterre dans la Goltsteinstraße.
Son épouse Thusnelde Oeder, impliquée dans la vie culturelle de Düsseldorf, est membre du Rheinische Frauenklub fondé en 1905, qui est présidé par Minna Blanckertz (de).
En 1916, il devient membre honoraire de l'Académie des beaux-arts de Düsseldorf à l'occasion d'une exposition spéciale de ses tableaux. À l'occasion de son 80e anniversaire en 1926, la ville de Düsseldorf le nomme citoyen d'honneur. On baptiste l'Oederallee dans la salle de concert de Düsseldorf.